# Małaszewicze (stacja kolejowa)
Małaszewicze (funkcjonuje także nazwa Małaszewicze Przystanek) – stacja kolejowa w Małaszewiczach, w województwie lubelskim, w Polsce.

## Krótki opis
Znajduje się tu jeden z największych w Polsce i Europie tzw. suchy port przeładunkowy PKP o znaczeniu międzynarodowym. Realizuje się tutaj przeładunek towarów z taboru szerokotorowego (1520 mm) na tabor normalnotorowy (1435 mm). Obok stacji towarowej funkcjonuje przystanek pasażerski, który w roku 2019 przeszedł gruntowną przebudowę – m.in. niski peron wyspowy został zastąpiony dwoma wyższymi peronami jednokrawędziowymi, zlikwidowano kładkę, zainstalowano wiaty.

## Ruch pasażerski[1]
| Rok  | Wymiana pasażerska na dobę |
| ---- | -------------------------- |
| 2017 | 200-299                    |
| 2018 | 200-299                    |
| 2019 | 200-299                    |
| 2020 | 150-199                    |
| 2021 | 150-199                    |
| 2022 | 200-299                    |
| 2023 | 300-499                    |

## Dane podstawowe
- semafory: świetlne

## Galeria

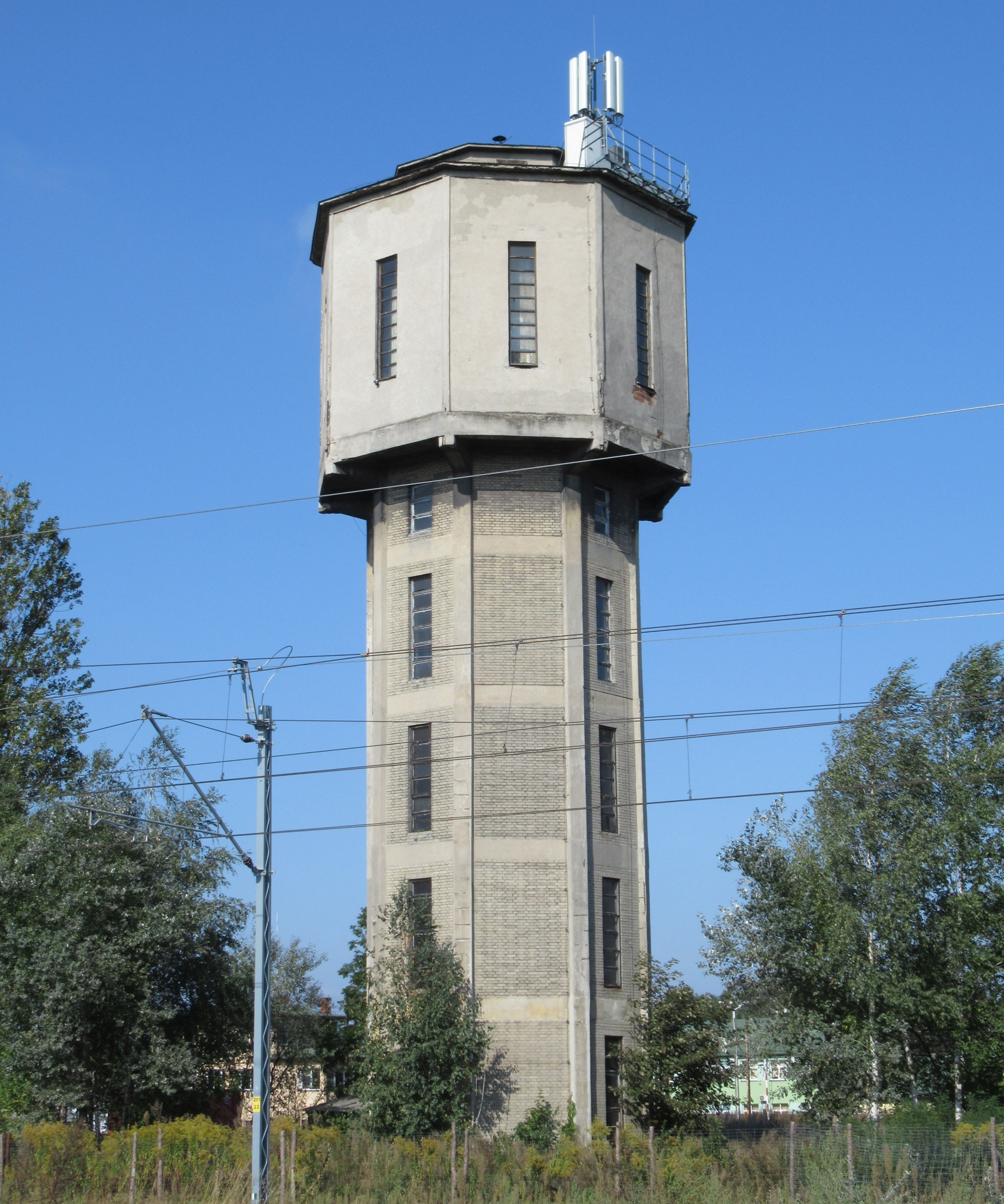
Wieża ciśnień
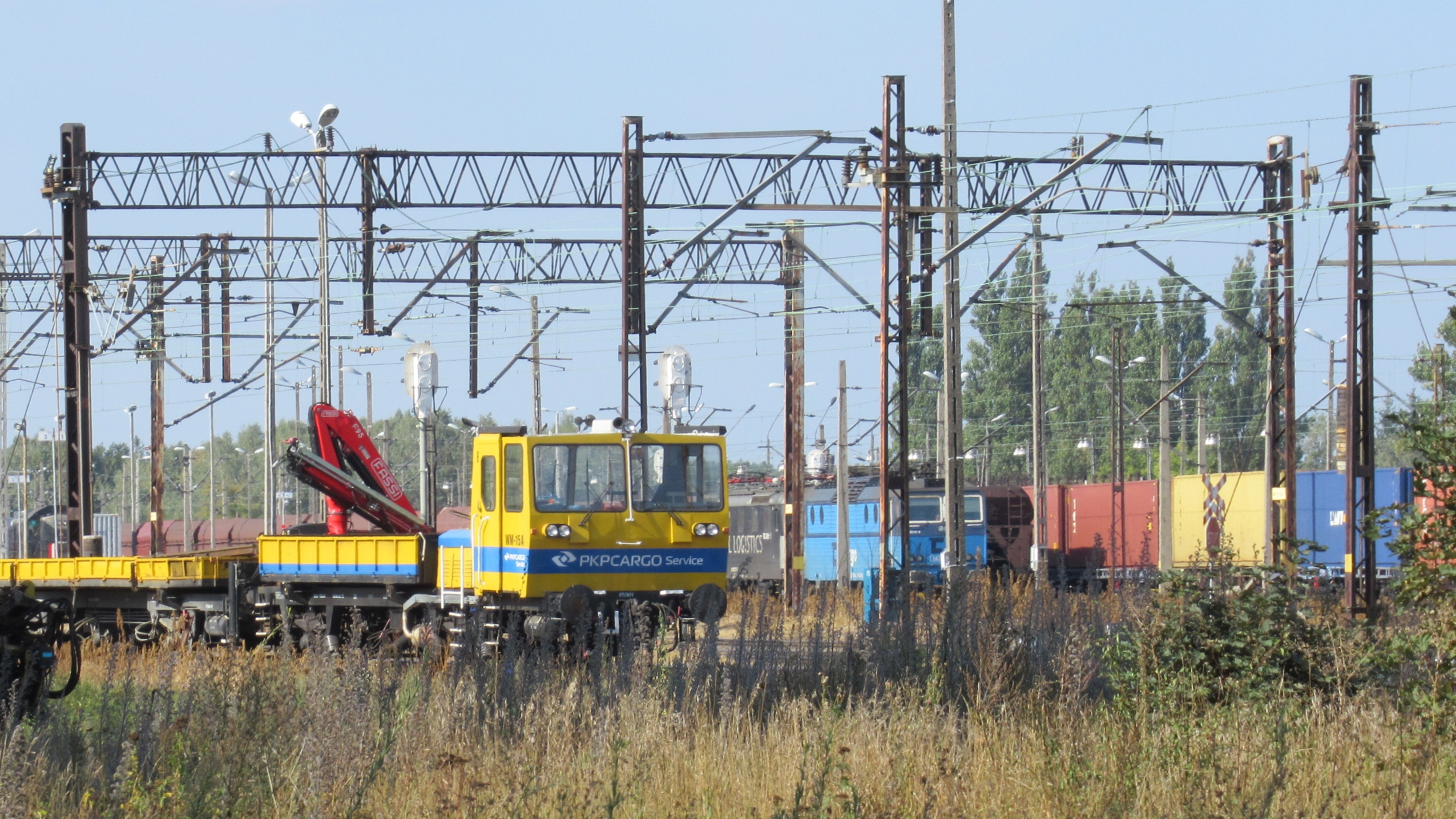
Stacja towarowa
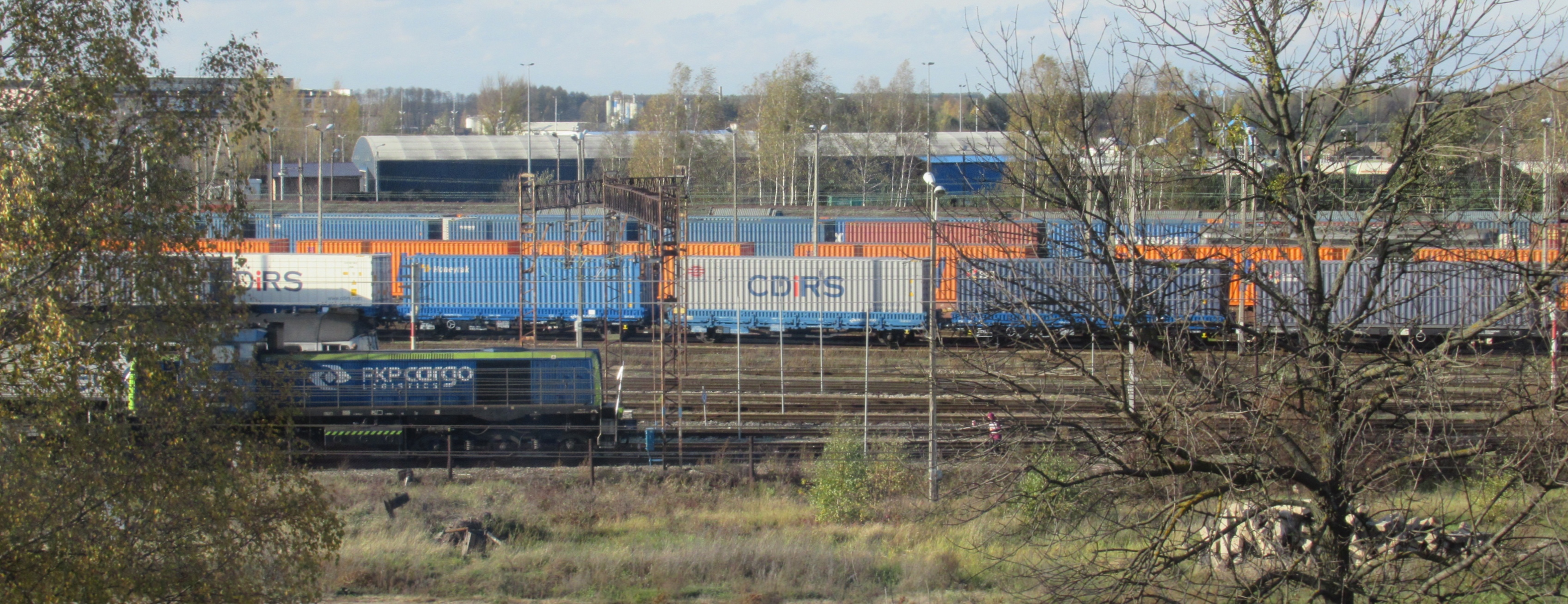
Stacja towarowa
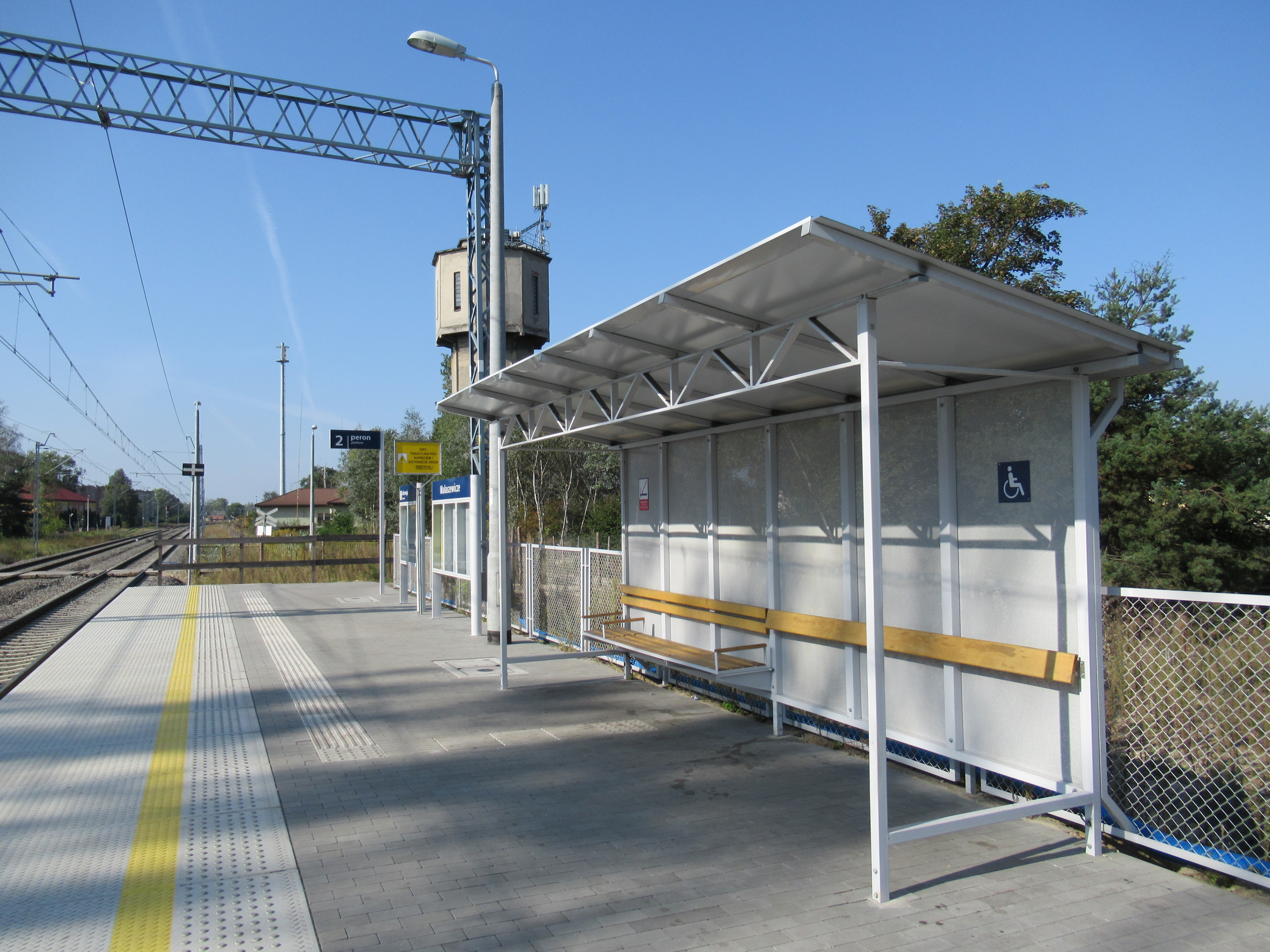
Wiata na peronie
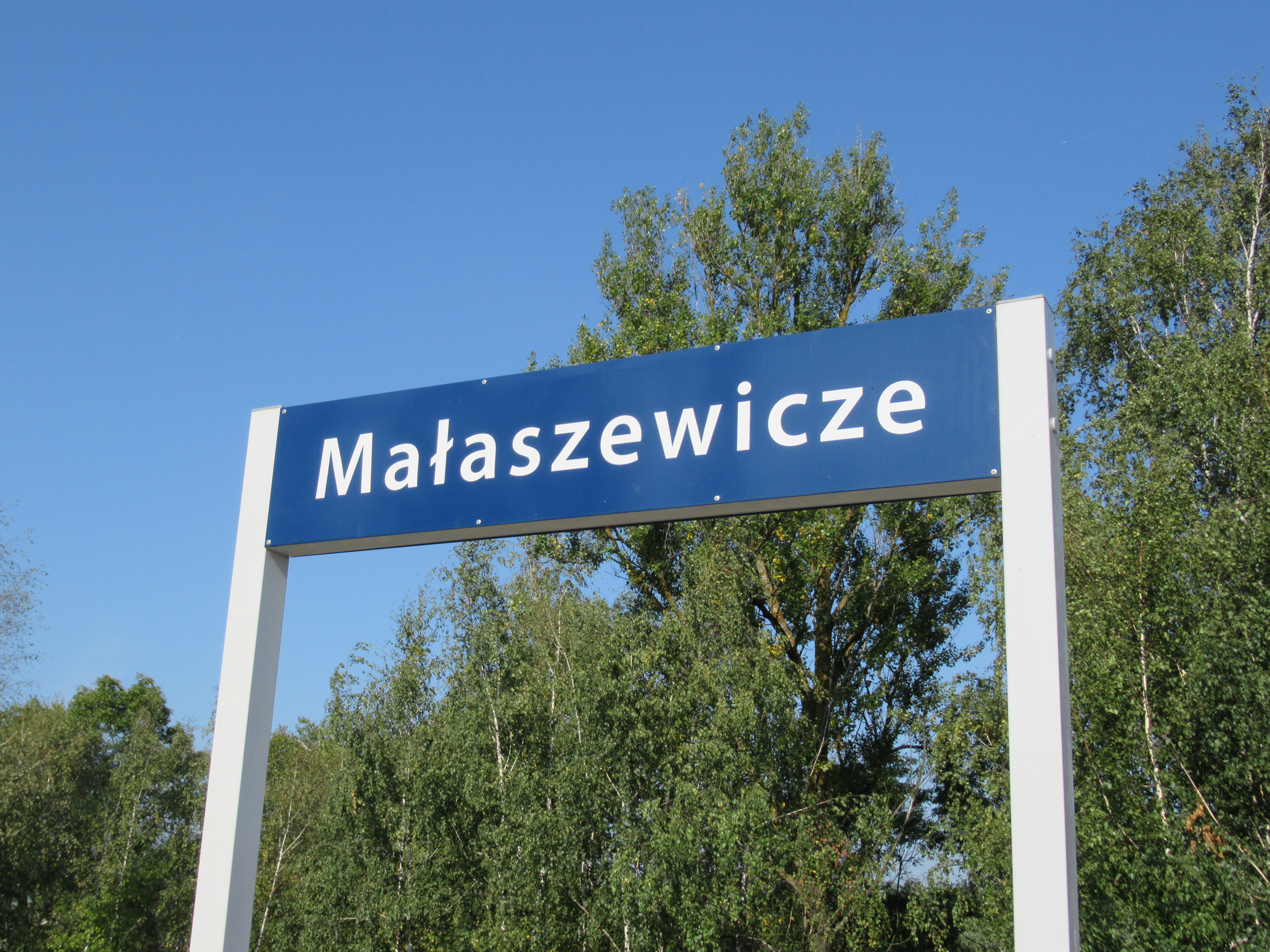
Tablica z nazwą przystanku

## Połączenia
- Dęblin
- Łuków
- Terespol
- Warszawa Zachodnia